# Костільйоле-Салуццо
Костільйоле-Салуццо (італ. Costigliole Saluzzo, п'єм. Costiòle) — муніципалітет в Італії, у регіоні П'ємонт,  провінція Кунео.
Костільйоле-Салуццо розташоване на відстані близько 510 км на північний захід від Рима, 60 км на південь від Турина, 22 км на північ від Кунео.
Населення — 3366 осіб (2014).
Покровитель — Sant'Antonio.

## Демографія
Населення за роками:

Станом на 1 січня 2023 року в муніципалітеті офіційно проживало 587 іноземців з 34 країн, серед них 31 громадянин країн Євросоюзу та 2 громадяни України.

## Сусідні муніципалітети
- Буска
- П'яско
- Россана
- Верцуоло
- Віллафаллетто